# بادي كاي
بادي كاي (بالإنجليزية: Buddy Kaye)‏ هو كاتب أغاني أمريكي، ولد في 3 يناير 1918 في نيويورك في الولايات المتحدة، وتوفي في 21 نوفمبر 2002 في رانتشو ميراج في الولايات المتحدة.

## وصلات خارجية
- بادي كاي على موقع IMDb (الإنجليزية)
- بادي كاي على موقع ألو سيني (الفرنسية)
- بادي كاي على موقع ميوزك برينز (الإنجليزية)
- بادي كاي على موقع أول موفي (الإنجليزية)
- بادي كاي على موقع قاعدة بيانات برودواي على الإنترنت (الإنجليزية)
- بادي كاي على موقع قاعدة بيانات الأفلام السويدية (السويدية)
- بادي كاي على موقع ديسكوغز (الإنجليزية)
- بادي كاي على موقع ديسكوغز (الإنجليزية)
- بادي كاي على موقع كينوبويسك (الروسية)